# John F. Gillis
Pour les articles homonymes, voir John Gillis et Gillis.
John F. Gillis (21 octobre 1843-23 janvier 1899) est un homme politique canadien de l'Île-du-Prince-Édouard. Il est député provincial conservateur de la circonscription prince-édouardienne de 5e Prince de 1882 à 1890.

## Biographie
Né à Miscouche sur l'Île-du-Prince-Édouard, Gillis est né de parents d'orginies écossaises. Il étudie à l'Université Saint Dunstan de Charlottetown et à l'Université McGill. Il pratique ensuite la médecine à Summerside.
Gillis meurt à Summerside à l'âge de 55 ans.